# The Saviors
The Saviors — серия комиксов, которую в 2013—2014 годах издавала компания Image Comics.

## Синопсис
Главным героем является Томас Рамирес. Он узнаёт о заговоре пришельцев по вторжению на Землю.

## История создания
Робинсон вдохновлялся такими произведениями, как «The Invaders», «Вторжение похитителей тел» и «Нечто». По поводу главного героя он говорил: «Могу с уверенностью сказать, что Томас никогда полностью не принимает то, что ему подкинула судьба». Сценарист назвал его «бездельником, который просто хочет заработать столько денег, сколько ему нужно, чтобы выпить несколько напитков в баре, купить немного травки, взять напрокат несколько DVD и накуриться». Робинсон добавил, что «У него нет амбиций в жизни, и он полностью этим доволен».

### Выпуски
| № | Дата выхода     | Оценка на Comic Book Roundup    | Предполагаемый объём продаж (первый месяц) |
| - | --------------- | ------------------------------- | ------------------------------------------ |
| 1 | 24 декабря 2013 | 7,5 из 10 на основе 14 рецензий | 17 894, позиция в Северной Америке — 126   |
| 2 | 29 января 2014  | 7,8 из 10 на основе 9 рецензий  | 8 174, позиция в Северной Америке — 213    |
| 3 | 5 марта 2014    | 7,9 из 10 на основе 4 рецензий  | 6 733, позиция в Северной Америке — 249    |
| 4 | 23 апреля 2014  | 8,5 из 10 на основе 2 рецензий  | 5 865, позиция в Северной Америке — 283    |
| 5 | 20 августа 2014 | 7,6 из 10 на основе 2 рецензий  | н/д                                        |

### Сборники
| Название    | Тип            | Дата выхода     | Собранный материал | Кол-во страниц | ISBN                       |
| ----------- | -------------- | --------------- | ------------------ | -------------- | -------------------------- |
| The Saviors | Мягкая обложка | 26 октября 2016 | The Saviors #1-5   | 136            | 978-1632159250, 1632159252 |

## Отзывы
На сайте Comic Book Roundup серия имеет оценку 7,9 из 10 на основе 31 рецензии. Келли Томпсон из Comic Book Resources похвалила дизайн персонажей. Его коллега Грег Макэлхаттон положительно отнёсся ко второму выпуску. Тони Герреро из Comic Vine дал второму выпуску 4 звезды из 5 и написал, что «рисунки Дж. Боуна дополняют историю, придавая ей классический вид, а также выделяя её среди других комиксов». Джордан Ричардс из AIPT поставил первому выпуску 8 баллов с половиной из 10 и отметил, что это «хорошее начало новой серии». Стюарт Коновер из ScienceFiction.com вручил дебюту 3 атома с половиной из 5 и подчеркнул, что его заинтересовал сюжет.